# وست براتلبورو، ورمانت
وست براتلبورو (به انگلیسی: West Brattleboro) یک منطقهٔ مسکونی در ایالات متحده آمریکا است که در Brattleboro واقع شده‌است. وست براتلبورو ۲۵٫۹ کیلومتر مربع مساحت و ۳٬۲۲۲ نفر جمعیت دارد و ۱۴۷ متر بالاتر از سطح دریا واقع شده‌است.